# 裕興科技
裕興科技投資控股有限公司，簡稱裕興科技投資控股、裕興科技投資，以及裕興科技（英語：Yuxing InfoTech Investment Holdings Limited，港交所：8005），於1991年由祝維沙（主席）創立，名為「裕興電腦」。
業務為生產和銷售宽带网络数码影音、信息家电、数码电子消费产品等，該公司股份在2000年1月31日於港交所創業板上市。於2016年1月,該公司市值大約為40億元。
總部位於北京市西城区德外新风街2号天成科技大厦B座6-7层。

## 連結
- yuxing.com.cn（页面存档备份，存于）